# Guy Le Clerc
Pour les articles homonymes, voir Le Clerc.
Pour les autres membres de la famille, voir Famille Le Clerc de Juigné.
Guy Le Clerc, religieux français du XVIe siècle, évêque de Léon de 1514 à 1521, mort entre le 29 avril et le 22 août 1523 à Chemazé, aumônier de deux reines.

## Biographie

### Origine
Il était de la famille des Le Clerc de Coulaines qui serait une branche de celle de Juigné détachée depuis Jean Le Clerc, dit le jeune, fils de Nicolas Le Clerc, seigneur de Juigné, Coulaines, Le Vigneau, etc., et de Jeanne de Bouvard, mariés vers 1395.

### Religieux
Abbé de la Roë (1493-1523), il voulut établir au château de Saint-Ouen de Chemazé sa résidence. Alexandre VI donne encore ordre à l'abbé de Sainte-Catherine et au prieur de Solesmes de mettre Guy Le Clerc en possession de son abbaye, le 16 mai 1498, quoiqu'il eût été installé dès 1495.
Il fit avec l'abbaye en 1505, des arrangements qui lui laissaient la jouissance entière du domaine et abandonna au prieur-curé de Chemazé le lieu de Saint-Aubin-des-Bois. Conseiller et aumônier en 1505, il est nommé en 1509 abbé commendataire de l'abbaye Saint-Jacques de Montfort au diocèse de Saint-Malo. Il est présent aux funérailles d'Anne de Bretagne en 1514.

### Évêque du Léon
Guy était prieur de l'aumônerie de Saint-Jean-d'Angers et c'est de là que, le 15 mai 1514, il donna procuration à Guy Vailland, sommelier ordinaire et clerc de la chapelle de la duchesse de Bretagne, pour prendre possession de l'évêché de Léon. Il sera évêque de Léon de 1514 à 1521. Léon X venait de le pourvoir, mandant au clergé, aux vassaux et aux fidèles de le recevoir pour successeur de Jean de Kermavan, récemment décédé ; à l'archevêque de l'agréer comme suffragant ; et à Claude de France, duchesse de Bretagne, de l'admettre, 28 mars 1514. Le même jour, il l'absolvait ad cautelam des censures qu'il pouvait avoir encourues ; et trois jours après il lui envoyait la formule du serment qu'il devait prêter.

### Arts
Guy Le Clerc entretenait une troupe d'ouvriers qu'il mentionne dans son testament. Il en avait les moyens, ayant été dès lors ou depuis abbé de la Roë, de Saint-Aubin-des-Bois, de Saint-Jacques-de-Montfort, évêque de Léon, aumônier de deux reines. Enfin, l'abbé Angot signale qu'il trouvait dans le cercle de ses amis, Simon Hayeneuve, capable de donner le dessin et de diriger l'exécution de la tour carrée du Château de Saint-Ouen de Chemazé. Guy Le Clerc, se plut dans ce manoir abbatial, malgré ses attaches à la cour, et sa nomination à l'évêché de Léon. Deux ans avant sa mort, il s'y fixa définitivement et c'est là qu'il mourut.

### Mort
Lors de sa dernière maladie, par acte du 11 avril 1523, il avait fondé un anniversaire solennel le vendredi des Quatre-Temps, et le jour de son décès, et un Stabat, tous les vendredis, dans la chapelle de la Madeleine. Il fonde à l'abbaye 5 anniversaires, et un Subvenite sur sa tombe et sa sépulture. Les témoins sont Jean Vegeais, des frères mineurs, Pierre Malehyre, prêtre, noble homme René de la Croix et René Lemelle, procureur de Château-Gontier, et Guillaume Garnier.
Le 29 avril, il dicte son testament, demande à être inhumé au chœur ou au chanceau de l'église à l'avis de ses exécuteurs, donne 500 livres pour marier de pauvres filles, y compris 200 livres pour damoiselle Françoise Affagard, sa niepce, et 100 livres à damoiselle Louise Affagard. Il laisse à son successeur tous ses meubles de l'abbaye de Montfort. Ses exécuteurs sont : Christophe de Chauvigné, à qui il avait résigné l'évêché de Léon, et qui était présent ; Michel Richer, prieur de Chemazé et futur abbé de la Roë ; Christophe Le Clerc, son neveu ; et Jean Poisson de Gastines, demeurant à Angers. Le 6 mai, les religieux assemblés en chapitre à qui l'on donnait lecture du testament remercient le testateur de ses bienfaits passés et présents, et déclarent accepter le testament.

## Source partielle
« Guy Le Clerc », dans Alphonse-Victor Angot et Ferdinand Gaugain, Dictionnaire historique, topographique et biographique de la Mayenne, Laval, A. Goupil, 1900-1910 [détail des éditions] (BNF 34106789, présentation en ligne), t. IV, p. 540.

### Article lié
- Château de Saint-Ouen de Chemazé